# Kirche Urtenen

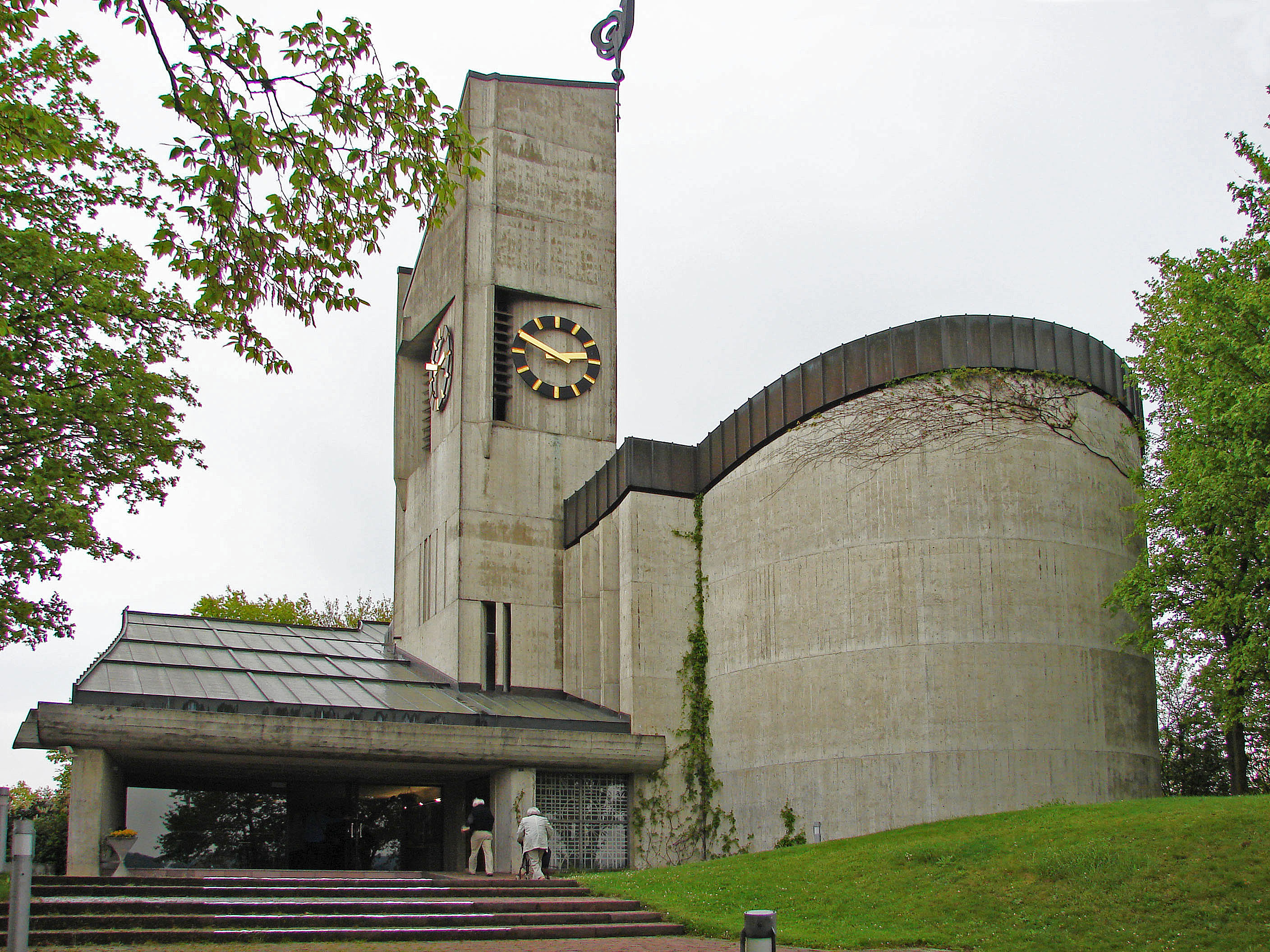
Die Kirche von Urtenen auf dem Leehügel

Die Kirche Urtenen ist eine reformierte Kirche in Urtenen BE. Sie beherrscht durch ihre eigenwillige, markante und moderne Architektur das Bild des Dorfes. Sie wurde in den Jahren 1966–1968 auf dem Leehügel in Leccabeton, dem Baustoff der Zeit errichtet und am 30. Juni 1968 eingeweiht.

## Baugeschichte
Bereits 1950 erhielten die Urtener ihren eigenen Friedhof, aber bis zum Bau der Kirche mussten sie zur Predigt nach Jegenstorf. Ein erstes Kirchenprojekt im Stile eines Heimatstil-Landkirchleins wurde jedoch 1953 abgelehnt. 1961 wurde im Kirchgemeinderat der rasch wachsenden Gemeinde Urtenen-Schönbühl der Bau einer eigenen Kirche beschlossen. Im Rahmen des "Gesamtüberbauungsplans Lee" wurde die Planung durch den Kirchgemeinderatspräsident Dr. E. Wehren und den Präsidenten der Baukommission, HR Bütikofer, in Zusammenarbeit mit dem Architekten Edwin Rausser und dem Baumeister F. Friedli an die Hand genommen. Das Projekt wurde am 13./14. März 1965 den Stimmbürgern vorgelegt und mit über 90 % Zustimmung angenommen.

### Daten
- 1964 Planung durch Architekt Edwin Rausser, Bern (1925–2016)[1]
- 18. Oktober 1965: 1. Spatenstich
- 10. Juli 1966: Grundsteinlegung
- 24. Juni 1967: Glockenaufzug
- 30. Juni 1968: Einweihungs-Gottesdienst

## Architektur
Die Grundform der Kirche Urtenen bildet eine ins Unendliche weisende Parabel, deren Ausgangspunkt die niedrige Kanzel ist. Sie öffnet sich in stetig weitendem Bogen zum hohen Nordfenster – ein Sinnbild, wie Gottes Wort seinen Weg in die Welt hinaus nehmen soll. Auf dem Grundstein neben der Kanzel steht das Jahr 1966, das Kreuz mit dem Alpha und Omega und die Inschrift: „Einen andern Grund kann niemand legen als der, der gelegt ist, Jesus Christus.“ (1. Korinther 3,11 )
Kirchenschiff und Chor bilden eine Einheit, dessen Mittelpunkt der Abendmahlstisch und der Kronleuchter sind. Die Wände wurden mit Blähton als Zuschlagsstoff versetztem Beton zur besseren Isolation gegossen. Die Schalung mit sägerohen Brettern in verschiedenen Dimensionen wurde bewusst als Gestaltungselement eingesetzt. Wie auch bei den meisten anderen Bauteilen wurden die Regeln des Goldenen Schnitts befolgt.
Bei der Renovation und Neugestaltung durch das Berner Architekturbüro Patrick Thurston 2012 wurden im Chorraum gestaltende Tannenholzpodeste eingebaut. Ein neuer Abendmahlstisch auf 38 Beinen, mit integriertem Taufbecken und Lesepult, ersetzt den alten Tisch. Die neue Ausstattung erlaubt vielseitige Nutzung auch als Konzertraum.
Das Glasbetonfenster, gestaltet von Max Brunner, wurde 1986 ergänzt und trägt den Titel "Auferstehung". Dornenkrone und Sonne, dunkel und hell, erscheinen darin als bildende Gegensätze.
Im Untergeschoss befinden sich Versammlungs- und Unterrichtsräume. Die Mauern des Luftschutzkellers unter dem Chor sind als Kreuz gebaut worden, damit auch bei einer totalen Zerstörung der Kirche das Kreuz bestehen bliebe. In diesem Kreuz ist ein Rohr mit den Plänen der Kirche eingemauert. In der Zeit des Höhepunkts des Kalten Krieges war der Bau eines Schutzraumes für Bevölkerung und Kulturgüter eine wichtige Pflicht.

## Orgel
Auf der Empore befindet sich die von der Firma Ziegler, Uetikon, erbaute Orgel mit 28 Registern und 1600 Pfeifen. Sie wurde 2012 ebenfalls renoviert.

## Turm
Der Turm ruht auf vier Pfeilern rechts über dem Kirchenraum, ist mehrheitlich quadratisch und mündet im oberen Teil in spitze Zinnen, die von einem stilisierten Hahn überhöht werden.
In der Glockenstube, mit genau berechneten Schallöffnungen, hängen fünf Glocken, die 1966 von der Firma Rüetschi, Aarau, gegossen worden sind. Die Glocken sind in den Tönen C, Des, F, G und B gestimmt und mit Bibelversen versehen.
Die Uhr lieferte die Firma Baer Sumiswald.

## Umgebung
Vor der Kirche sammelt sich das Regenwasser in einem runden Brunnen, ein Geschenk des Baumeisters und Zitat von der Kapelle Notre-Dame-du-Haut de Ronchamp des beispielhaften Le Corbusier. Der Brunnen weist auf die ewiges Leben spendende Quelle Jesus Christus hin (Johannes 4,14 ). An die Kirche angebaut befinden sich die Aufbahrungsräumlichkeiten.